# Ingrandes-de-Touraine
Ingrandes-de-Touraine är en kommun i departementet Indre-et-Loire i regionen Centre-Val de Loire i de centrala delarna av Frankrike. Kommunen ligger i kantonen Langeais som tillhör arrondissementet Chinon. År 2018 hade Ingrandes-de-Touraine 545 invånare.

## Befolkningsutveckling
Antalet invånare i kommunen Ingrandes-de-Touraine
Referens:INSEE